# Sterculia kostermansiana
Sterculia kostermansiana är en malvaväxtart som beskrevs av I.G.M. Tantra. Sterculia kostermansiana ingår i släktet Sterculia och familjen malvaväxter. Inga underarter finns listade i Catalogue of Life.